# П'єр Веллінга
П’єр Веллінга (англ. Pier Vellinga; нар. 17 квітня 1950 р.) — один із експертів Нідерландів з питань впливу кліматичних змін.

## Посада у 2009 році
Веллінга є головою програми досліджень «Знання для клімату» та заступником голови програми просторового планування «Зміни клімату». Ці програми підтримують голландський уряд та компанії з оперативними знаннями, необхідними для прийняття інвестиційних рішень, пов'язаних з адаптацією до кліматичних змін та пом'якшенням наслідків. Він має кафедру клімату та води в Університеті Вагенінгена (WUR), де він є директором програми клімату Університету Вагенінгена, а також працює за сумісництвом у кафедрі соціальних наслідків зміни клімату в Інституті екологічних досліджень Амстердамського вільного університету.

## Кар'єра
Він був одним із перших вчених, які публікували публікації про кліматичні зміни та їх наслідки для води та енергетики у вісімдесятих роках. Його освіта та підготовка включає стипендію Фулбрайта в США в 1967-68 рр., ступінь магістра (1976) та ступінь доктора Технологічного університету Делфта (1984).
Його докторська дисертація з питань пляжної ерозії та ерозії дюн під час шторму в 1986 р. послужила основою для оцінки прибережної безпеки (Нідерландський план дельти).
У 1988 році на новоствореній посаді він став радником міністра житлового будівництва, просторового планування та навколишнього середовища з питань зміни клімату та розробки міжнародної політики щодо СО2. У цій ролі він був ключовим учасником переговорів під час головування Нідерландів у ЄС у 1988 році. Він також був одним із експертів Консультативної групи з парникових газів. Для цього дорадчого органу він також працював з Петером Глейком в робочій групі «Цілі та показники кліматичних змін».
У 1991 році професор Веллінга опублікував статтю  з Робертом Свартом, яка стала наріжним каменем у визначенні 2 °C, ніж прийнята КС РКЗК ООН 15 у Копенгагені в 2009 році. Ця стаття також вперше запропонувала візуалізацію світлофора на основі червоного, жовтого, зеленого кольорів, яка з тих пір в основному застосовується в галузі управління ризиками та комунікації із зміною клімату. У 1991/1992 рр. він був одним з архітекторів Рамкової конвенції ООН про зміну клімату, а в 1989 р. брав активну участь у створенні Міжурядової групи з питань зміни клімату (МГЕЗК) на посаді заступника голови її першого бюро. Він був автором різних розділів МГЕЗК (робота МГЕЗК, включаючи внески багатьох вчених, була визнана спільною нагородою Нобелівської премії миру 2007 року).
З 1995 по 1998 рік він поєднував свою роботу на посаді директора Інституту екологічних досліджень (IVM) при університеті ім. Амстердама (посада, яку він обіймав з 1991 по 2001 рік) із сумісництвом у Світовому банку, Програмі ООН з охорони навколишнього середовища (UNEP) та Програми розвитку ООН (ПРООН) як голова Науково-технічної консультативної групи (STAP) Глобального екологічного фонду (GEF). З 1991 по 2006 рік він був професором наук про Землю в  Амстердамському вільному університеті. Джоєета Гупта, Річард Тол, Роберт Сворт і Хассі Гусен були одними з його перших аспірантів. Він є професором з питань зміни клімату та безпеки води в Університеті Вагенінгена.
У 2009 році він ініціював міжнародний альянс Delta, співпрацю між прибережними прибережними районами світу, вразливими до кліматичних змін. Ця ініціатива триває досі.

## Інші види діяльності
У 2003 році він представив лекцію Еразмузької ліги про кліматичні зміни та безпеку Нідерландів. Це спричинило національну дискусію щодо вразливості Нідерландів щодо повені та необхідності оновлення Плану дельти. Він був радником другого комітету Дельти (2008 р.) з підняття рівня моря та захисту узбережжя.
Він є членом «Uffizio di Piano», комітету високого рівня вчених і політиків, якому італійський прем'єр-міністр доручає контролювати роботи з охорони води та відновлення лагуни у Венеції. Він також є членом наглядової ради FMO-Банку (фінанси та розвиток).
На національному рівні він є головою правління Королівського голландського інституту морських досліджень (NIOZ) та членом платформи Energy Transition - Creative Energy. Нарешті, він є членом правління Urgenda.
Станом на  2020, Веллінга опублікував 28 наукових праць. Крім того, він має понад 100 статей як автор чи співавтор у книгах, наукових звітах та збірниках загального характеру. Він часто виступав у засобах масової інформації та брав участь у кількох інтерв'ю та наукових документальних фільмах національних та міжнародних кооперативних організацій, включаючи BBC, ABC, CNN та Discovery. У серпні 2009 року голландський тижневик Elsevier обрав його №1 як кліматичного оповіщувача Нідерландів.

## Погляди на зміну клімату
Погляди Веллінги на зміну клімату викладені в його SID-лекції з 2008 року та в інавгураційній лекції 2008 року «Hoogtij in de Delta» у Вагенінгені.

## Вибрані публікації та лекції
- Bouwer, Laurens M.; Vellinga, Pier (2006). On the Flood Risk in The Netherlands. У Begum, S.; Stive, Marcel J.F.; Hall, James W. (ред.). Flood Risk Management in Europe: Innovation in Policy and Practice. Advances in Natural and Technological Hazards Research. Springer Verlag. ISBN 978-1-4020-4199-0.
- Kabat, P.; Vierssen, W. van; Veraart, J. A.; Vellinga, P.; Aerts, J. (2005). Climate proofing the Netherlands. Nature. 438 (7066): 283—284. doi:10.1038/438283a. PMID 16292285.
- Vellinga, P.; Swart, R. J. (1991). The Greenhouse Marathon: Proposal for a Global Strategy. У Jager, J.; Ferguson, H. L. (ред.). Climate Change: Science Impact and Policy, proceedings of the Second World Climate Conference. New York: Cambridge University Press. ISBN 978-0-521-41631-3.
- — (2008). Klimaatopwarming maakt voorbereiding in Nederland urgent [Global warming makes preparation in the Netherlands urgent] (Промова) (Dutch) . Архів оригіналу за 5 вересня 2012. Процитовано 10 січня 2012.
- SID-lecture (in Dutch)
- Erasmus Lecture on Climate Change and Safety at Vrije Universiteit